# ویتونکور
ویتونکوور (به فرانسوی: Vittoncourt) یک کمون در فرانسه است که در Canton of Faulquemont واقع شده‌است.

## خصوصیات
ویتونکوور ۹٫۵۱ کیلومترمربع مساحت و ۲۸۳ نفر جمعیت دارد و ۲۵۰ متر بالاتر از سطح دریا واقع شده‌است.